# Poecilopheosia excurvata
Poecilopheosia excurvata är en fjärilsart som beskrevs av George Francis Hampson 1892. Poecilopheosia excurvata ingår i släktet Poecilopheosia och familjen tandspinnare. Inga underarter finns listade i Catalogue of Life.